# غيرهارد إرتل
غيرهارد ايرتل (بالألمانية: Gerhard Ertl) عالم فيزيائي ألماني ولد 10 أكتوبر 1936 في باد كانستاد في ألمانيا.
حائز على جائزة نوبل للكيمياء لعام 2007 وهو اليوم نفسه الذي يحتفل فيه بعيد مولده الحادي والسبعين وذلك تقديرا لابحاثه حول كيمياء المواد الصلبة التي شهدت تطبيقات صناعية.
قالت الأكاديمية الملكية للعلوم في السويد التي تمنح الجائزة ان ايرتل من رواد كيمياء المواد الصلبة التي ترتدي «اهمية للصناعة الكيميائية ويمكن ان تساعد في فهم عمليات مختلفة مثل الصدأ، وايرتل درس اكسدة غاز أول أكسيد الكربون على البلاتين وهي تفاعل يحصل في محركات السيارات لتنظيف العوادم».
وتابعت اللجنة ان من بين تطبيقات كيمياء المواد الصلبة عملية مقاومة الصدأ الذي يمثل مشكلة يومية للافراد والصناعيين في قطاعي الصناعة الجوية والطاقة النووية.
ولفتت إلى ان «التفاعلات الكيميائية في المواد الصلبة تؤدي دورا حيويا في عدد من العمليات الصناعية مثل إنتاج الاسمدة الزراعي، كيمياء المواد الصلبة تفسر حتى كيفية تدمير طبقة الاوزون» ويمكنها المساهمة في إنتاج طاقات متجددة أكثر فاعلية وابتكار معدات جديدة في مجال الإلكترونيات.
والكيميائي الألماني متقاعد حاليا لكنه يواصل العمل في دائرة
نعم الفيزياء والكيمياء في معهد فريتز هابر التابع لشركة ماكس بلانك في برلين.
حاز على جوائز عدة تقديرا لاعماله ويشغل عضوية أكاديميات عدة منها الأكاديمية الاميركية للفنون والعلوم. يعتنق غيرهارد إرتل المسيحية ديناً، حيث يقول أنه مسيحي ويُداوم على قراءة الكتاب المقدس.

## روابط خارجية
- غيرهارد إرتل على موقع الموسوعة البريطانية (الإنجليزية)
- غيرهارد إرتل على موقع مونزينجر (الألمانية)
- غيرهارد إرتل على موقع إن إن دي بي (الإنجليزية)